# Bodensee (sjö i Österrike, Steiermark)
Bodensee är en sjö i Österrike.   Den ligger i förbundslandet Steiermark, i den centrala delen av landet, 210 km väster om huvudstaden Wien. Bodensee ligger 1 159 meter över havet.
I omgivningarna runt Bodensee växer i huvudsak blandskog. Runt Bodensee är det ganska glesbefolkat, med 25 invånare per kvadratkilometer.